# Eochaid Mugmedon
Eochaid Mugmedon (fl. V secolo) è un semi-leggendario re supremo dell'Irlanda del IV secolo, presunto antenato di molte dinastie irlandesi, come quelle dei Connachta e degli Uí Néill.
Dalla moglie Mongfind ebbe Brion, Ailill e Fiachrae, mentre da una schiava catturata durante una scorreria in Britannia (l'odierna Inghilterra) di nome Cairenn ebbe Niall dei Nove Ostaggi.
Un suo attuale discendente per linea maschile è il capo del clan O'Conor, Desmond O'Conor Don.

## I Connachta
```
                
Conn Cétchathach

                       |
                       |
                 
Art mac Cuinn

                       |
                       |
                
Cormac mac Airt

                       |
                       |
               
Cairbre Lifechair

                       |
                       |
               
Fiacha Sraibhtine

                       |
                       |
               
Muiredach Tirech

                       |
                       |
               Eochaid Mugmedon
          + 
Mongfind
        + 
Cairenn

             |                  |
    _________|_________         |
    |        |        |         |
    |        |        |         |
  
Brion
  
Fiachrae
  
Ailill
     
Niall

      (I 
Connachta
)           |
      __________________________|_______________________________________________________
      |          |       |      .      |           |        |             |            |
      |          |       |      .      |           |        |             |            |

Conall Gulban
  Endae   
Eogan
    .   
Coirpre
    
Lóegaire
  
Maine
  Conall Cremthainne  Fiachu
                         |      .      |           |              ________|________
                         |      .      |           |              |               |
                    Muirdeach. Cormac Caech  
Lughaid
     Fergus Cerrbel      Ardgal
                         |      .      |        (d.
507
)           |
                         |      .      |                          |
                  Muirchertach.   Tuathal                   
Diarmait

                    mac Ercae.   Maelgarb               
mac Cerbaill

                     (d.
536
)    .   (d.
544
)                   (d.
565
)
                                .
                (
Uí Néill
 del nord)                        (
Uí Néill
 del sud)
```